# Sasia abnormis
Sasia abnormis là một loài chim trong họ Picidae.